# Száleh Rátib
Száleh Ibráhím Rátib  (1994. december 18. –) jordániai labdarúgó, az el-Vehdát középpályása.

## Statisztika

### A válogatottban
| Jordánia | Jordánia | Jordánia |
| Év       | Mérk.    | Gólok    |
| -------- | -------- | -------- |
| 2014     | 4        | 0        |
| 2017     | 1        | 0        |
| 2018     | 6        | 0        |
| 2019     | 4        | 0        |
| 2021     | 2        | 0        |
| 2022     | 10       | 0        |
| 2023     | 7        | 0        |
| 2021     | 2        | 1        |
| Összesen | 36       | 1        |